# گریزولد (آیووا)
گریزولد (به انگلیسی: Griswold) شهری در ایالت آیووا کشور ایالات متحده آمریکا است که جمعیت آن در سرشماری سال ۲۰۱۰ میلادی، ۱٬۰۳۶ نفر بوده‌است.